# Vrchoslav
Vrchoslav är en ort i Tjeckien. Den ligger i den nordvästra delen av landet, 80 km nordväst om huvudstaden Prag. Vrchoslav ligger 288 meter över havet och antalet invånare är 666.
Terrängen runt Vrchoslav är platt åt sydost, men åt nordväst är den kuperad.Runt Vrchoslav är det mycket tätbefolkat, med 1 517 invånare per kvadratkilometer. Närmaste större samhälle är Ústí nad Labem, 13,1 km öster om Vrchoslav. Runt Vrchoslav är det i huvudsak tätbebyggt.